# Rio Arikaree
O rio Arikaree é um rio com 251 km no centro das Grandes Planícies da América do Norte. Encontra-se principalmente no estado americano do Colorado, drenando terras entre os rios North Fork e South Fork do Rio Republican, e deságua no rio North Fork em Nebraska após fluir por uma curta distância através do Kansas. O nome do rio provem da tribo Arikara.